# Lijst van meteorologen
Dit is een overzicht van bekende meteorologen.
- Aristoteles (384 v.Chr.-322 v.Chr.)
- Richard Assmann (1845-1918)
- Francis Beaufort (1774-1857)
- Arthur Berson (1859-1942)
- Vilhelm Bjerknes (1862-1951)
- Jan Buisman (1925-2024)
- Christophorus Buys Ballot (1817-1890)
- Corrie van Dijk (1938)
- Al-Dinawari (828-896)
- Henri Louis Duhamel du Monceau (1700-1782)
- Benjamin Franklin (1706-1790)
- Galileo Galilei (1564-1642)
- Julius von Hann (1839-1921)
- Hugo von Hergesell (1859-1938)
- Robert Hook
- Luke Howard
- Al-Kindi (ca. 801 - ca. 873)
- Edward Lorenz (1917)
- Ferdinando II de' Medici (1610-1670)
- Erik Palmén (1898-1985)
- Sverre Petterssen (1898-1974)
- Veerabhadran Ramanathan (1944)
- Horace-Bénédict de Saussure
- Napier Shaw (1854-1945)
- Joseph Smagorinsky (1924-2005)
- Gustav Swoboda (1893-1955)
- Evangelista Torricelli (1608-1647)
- August Willem Veraart (1881-1947)
- Wang Chong (27-97)
- Ibn Wahshiyya
- Axel Wiin Nielsen (1924)
- Alfred Wegener (1880-1930)